# Wystawa Ogrodnicza w Poznaniu (1907)

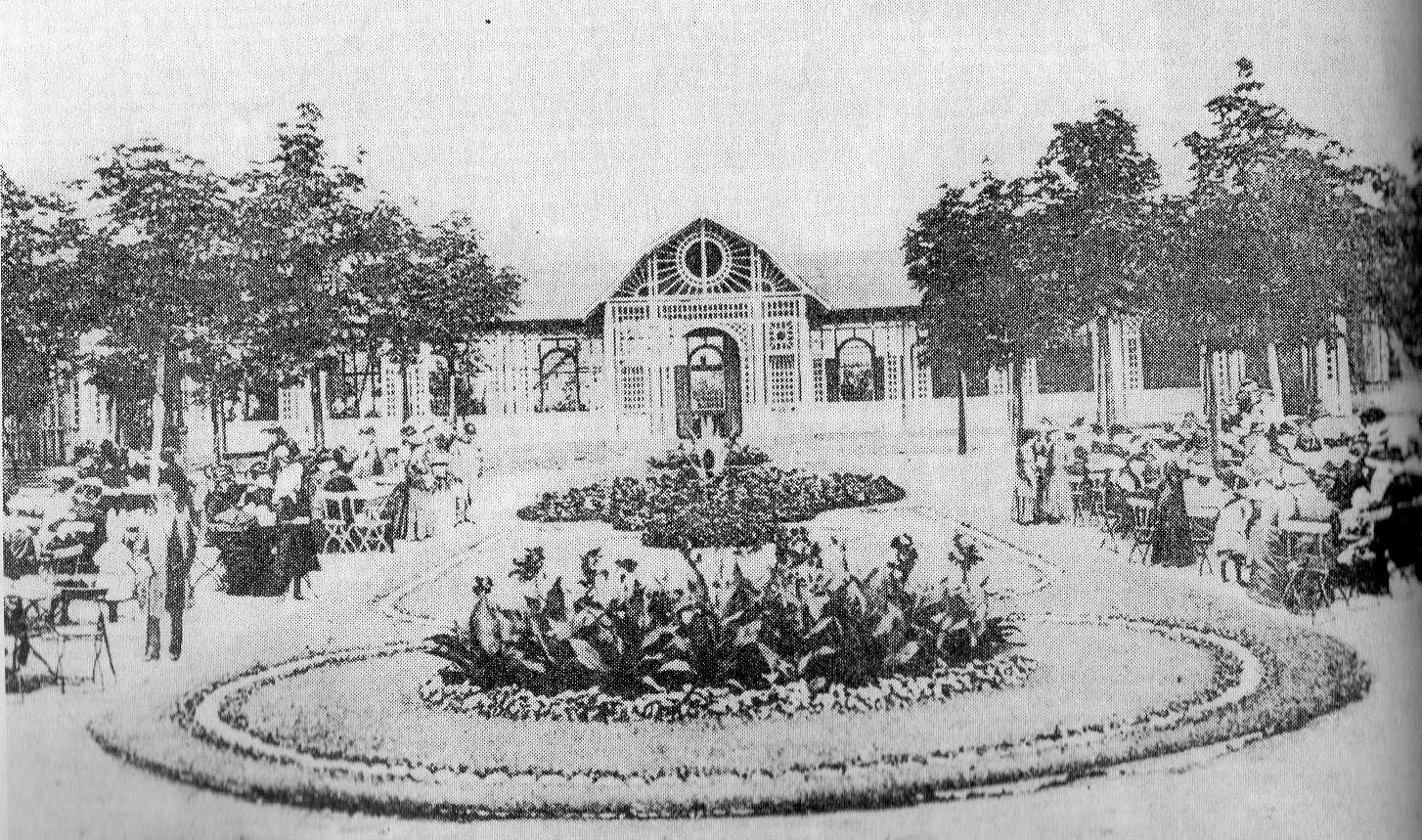
Drewniany pawilon centralny

Wystawa Ogrodnicza – odbywająca się od 14 do 22 września 1907 w Poznaniu, wystawa osiągnięć ogrodnictwa niemieckiego. 

## Historia
Terenem wystawowym był ówczesny Ogród Botaniczny – obecny Park Wilsona.
Wystawa została zorganizowana z okazji ogólnoniemieckiego zjazdu Związku Gospodarki Narodowej dla Przetwórstwa Warzyw i Owoców w Niemczech (Volkwirtschaftliche Verein für Obst- und Gemüse-verserkung in Deutschland). Przewodniczącym honorowego komitetu organizacyjnego został nadprezydent Wilhelm von Waldow, a pracami organizacyjnymi kierował nadburmistrz Ernst Wilms. 
Dla celów wystawienniczych zbudowano taras z drewnianą halą o oryginalnej, ażurowej konstrukcji, z łamanym dachem oraz arkadowymi wejściami i oknami. Wokół założono kwietniki z efektownymi klombami oraz rozstawiono stoliki i krzesła. Obiekt zawierał m.in. bufet Rudolfa Viewega, właściciela kawiarni Zentral z placu Wiosny Ludów, zaopatrzony w świeże artykuły żywnościowe – pieczywo, nabiał, kawę i napoje bezalkoholowe. 
Wystawa miała charakter prestiżowy i cieszyła się dużą frekwencją zwiedzających – obejrzało ją około 48.000 osób, nie licząc wycieczek szkolnych, które wchodziły bez biletów. Wzięło w niej udział 305 wystawców: sadowników, warzywników, przetwórców, kwiaciarzy i producentów maszyn oraz sprzętu z całych Niemiec.